# Miguel Torruco
Miguel Torruco (* 17. Januar 1914 in Ocosingo, Chiapas; † 22. April 1956 in Orizaba, Veracruz) war ein mexikanischer Schauspieler, der erstmals 1951 vor der Kamera stand und 1956 infolge eines Herzinfarktes verstarb. 

## Leben
Torruco stand erstmals in dem 1951 uraufgeführten dramatischen Musical Negro es mi color vor der Kamera. Bis zu seinem überraschend frühzeitigen Ableben im Alter von maximal 42 Jahren wirkte Torruco in insgesamt 22 Filmen mit. Zu seinen bekanntesten Filmen zählen der  
Kriminal-Thriller El mensaje de la muerte (1953), das Drama Casa de muñecas (1954) und der Mysteryfilm La sospechosa (1955) sowie der unter der  Regie von Luis Buñuel entstandene Spielfilm Der Fluß und der Tod (Originaltitel: El río y la muerte).
Neben seiner Schauspielerkarriere war Torruco ein professioneller Pilot.
Als er verstarb, hinterließ er seine ebenfalls in der Schauspielbranche tätige Ehefrau María Elena Marqués und zwei Kinder.